# Катаріна Соломун
Катаріна Соломун (хорв. Katarina Solomun, справжнє ім’я Тамара Модрич-Загорац, нар. 1976, Рієка, Хорватія) — хорватська письменниця, перекладачка, редакторка.

## Життєпис
Народилася 1976 року в Рієці. Вищу освіту отримала за фахом хорватська мова й література. Після університету працювала коректором і редактором у ЗМІ та видавництвах. 2005 року разом з чоловіком Міланом Загорацем заснувала видавництво Studio TIM, де працює і зараз.
Живе з чоловіком і сином у Рієці.

## Творчість
Як редактор опрацювала більше 100 видань у різних видавництвах. Окрім того, переклала низку творів з італійської мови, зокрема Нессії Ланіадо («Хто тебе навчив поганого?», «Мені подобається гратися з іншими дітьми», «Дитячі обмани», «Дитячі запитання»), Паоли Ді П’єтро («Як пережити школу своєї дитини»), Сабріни Рондінеллі («Ходжу, бігаю, літаю») і багатьох інших.
У Хорватії видано її збірку вінтажних кулінарних оповідань – легкі й смачні рецепти домашніх страв на тлі певних сюжетів з життя улюбленого міста. Далі вийшов роман «Виставлю тебе на Фейсбук!», дуже схвально сприйнятий читачами й критикою. Роман увійшов у короткий список конкурсу Бібліотеки Задара на найкращу книжку 2018 року, а також здобув номінацію як одна з найкращих книжок минулого року в списку Хорватського бібліотечного товариства. Книжку перекладено англійською та українською.
На наступний рік заплановано видання роману «Від Землі до Місяця (і назад)», а також готується до друку продовження роману «Виставлю тебе на Фейсбук!»